# Betsson
Betsson.com är en online spelportal som erbjuder produkterna sportsbetting, casino, livecasino, lotter, bingo och poker. Huvudkontoret ligger på Malta och företaget ägs av Betsson AB som är listat på Stockholmsbörsen  med aktietickern "BETS-B".

## Historia

### 2001-2006: Tidiga år
Betsson.com startades av svenskarna Fredrik Sidfalk, Anders Holmgren och Henrik Bergquist. Den tekniska utvecklingen av Betsson startades i början av 2001 och i april 2002 fick Betsson sin spellicens i London. Sajten introducerades på engelska och svenska i maj 2002. En månad senare blev Betsson en av de första sajterna i världen att erbjuda Livespel på sportevents online. Lanseringar i Finland och Tyskland följde 2003. Betssons kasino hade också premiär detta år med över 20 stycken olika spel. 2004 växte Betsson ytterligare och introducerades i Norge och Tjeckien i juli detta år. Samtidigt lanserades Betsson Poker i samarbete med leverantören Ongame. I mars 2005 nådde Betsson över 100 000 registrerade kunder. Bolaget växte ytterligare när Turkiet, Island och Danmark introducerades. I april köpte det börsnoterade bolaget Cherryföretagen AB Betsson.com, som blev ett helägt dotterbolag. Under samma år introducerades två nya produkter i form av odds och poker i mobiltelefonen. Mobillösningen gjordes genom en Java-applikation.
I januari 2006 uppgick antalet registrerade kunder på Betsson, inkluderat bolagets olika kasinon, till över 400 000. Vid denna tidpunkt var det dags att introducera bolagets femte produkt: Skraplotten Trio lanserades under sommaren 2006 samtidigt som Betssons huvudkontor flyttade från London till Malta. I december samma år lanserade man också Poker på den turkiska marknaden. I juni utsågs Betsson till årets bästa sport- och spelsajt av tidningen Internetworld. 2006 byter också Cherry namn till Betsson och delar ut Cherry Casino i form av en aktieutdelning till ägarna.

### 2007-2010: Geografisk expansion
I mars 2007 lanserades bingo på den svenska marknaden. Samma år sjösattes ett nytt lojalitetsprogram som belönade kunden med poäng. En månad senare lanserades Livespel i Sportboken. Månaderna därpå introducerades Betsson på fyra nya marknader; Frankrike, Grekland, Italien och Spanien.
Finansiell betting lanserades i oktober 2007 under namnet Betsson Trader, vilket expanderade produktportföljen till nio produkter.
Under vintern 2008 nådde Betsson milstolpen 1 000 000 registrerade kunder. Den geografiska expansionen fortsatte och i januari samma år introducerades Betsson på den peruanska marknaden. Serbien introducerades i april och bara några veckor senare adderades den holländska marknaden. I juli 2009 expanderade Betsson sitt utbud av skraplotter.
I maj 2008 öppnade Betsson en spelbutik i Stockholm. Lotteriinspektionen ansåg att butikens verksamhet stred mot lotterilagen och begärde att butiken skulle upphöra med att främja spelverksamhet. Beslutet överklagades av Betsson i flera omgångar och i december 2009 meddelade Kammarrätten sitt beslut att butiken skulle upphöra med att främja spelverksamhet. Efter ytterligare överklaganden meddelade dock Regeringsrätten att de biföll Betssons yrkande om inhibition, vilket konkret innebar att Betsson återigen hade rätt att bedriva verksamhet i väntan på ett slutlig avgörande. Spelbutiken öppnades därför åter igen i januari 2010 men stängdes igen i september 2010 då Regeringsrätten då meddelat att man inte beviljade prövningstillstånd. Den 22 december 2010 öppnades butiken för tredje gången, nu i enlighet med Lotteriinspektionens föreläggande från 2008 vilket innebär att inga av Betssons kännetecken eller logotyper syns i butiken.

### 2011-2020: Fortsatt tillväxt och miljardvärde
År 2011 tog Magnus Silfverberg över, efter Pontus Lindwall, som VD för Betsson AB. Ett samriskföretag startades i Kina samma år och Betsson förvärvade snabbväxande konkurrenten Betsafe. 
År 2012 förvärvade Betsson Nordic Gaming Group med dess framgångsrika sportbok, för att befästa den marknadsledande position i Norden ytterligare. Betsson utsågs till "Online Sportsbook Operator of the Year" vid International Gaming Awards samma år.
Under 2013 förvärvas Automaten-varumärkena; SverigeAutomaten, NorgesAutomaten och DanmarksAutomaten, som därmed går från att vara en del av affärsområdet B2B till att bli B2C. Betsson AB:s dotterbolag migrerar över betsson.com till den gemensamma plattformen Techsson.
Under 2014 förvärvas de holländska varumärkerna Oranje Casino och Kroon Casino. Betsson vinner också priser i kategorierna "Best Sportsbetting App" (Gaming App Awards) samt "Excellence in Customer Service" (Wig Awards and EGR Awards) samt nominerades till finalplats i kategorin "Mest Ansvarsfulla Speloperatör" på EGR Awards i London.
2015 uppgraderas Betsson till Nasdaqs storbolagslista OMX Large Cap, då börsvärdet har överstigit 1 miljard euro de två föregående åren. Betsson förvärvar också den privatägda georgiska speloperatören Europe-Bet under samma år.
I mars 2016 tog Ulrik Bengtsson över posten som VD efter Pontus Lindwall. Lindwall satt fortfarande med i styrelsen, och när Bengtsson blev uttvingad som VD i april 2017 återtog Lindwall posten som VD.
I april 2020 köpte Betsson upp GiG för en summa av 31 miljoner Euro. I uppgörelsen ingick GiG's casinobrands Guts, Kaboo, Rizk och Thrills.